# Dicranomyia (Sivalimnobia) marginella
Dicranomyia (Sivalimnobia) marginella is een tweevleugelige uit de familie steltmuggen (Limoniidae). De soort komt voor in het Oriëntaals gebied.